# Carl Bantzer

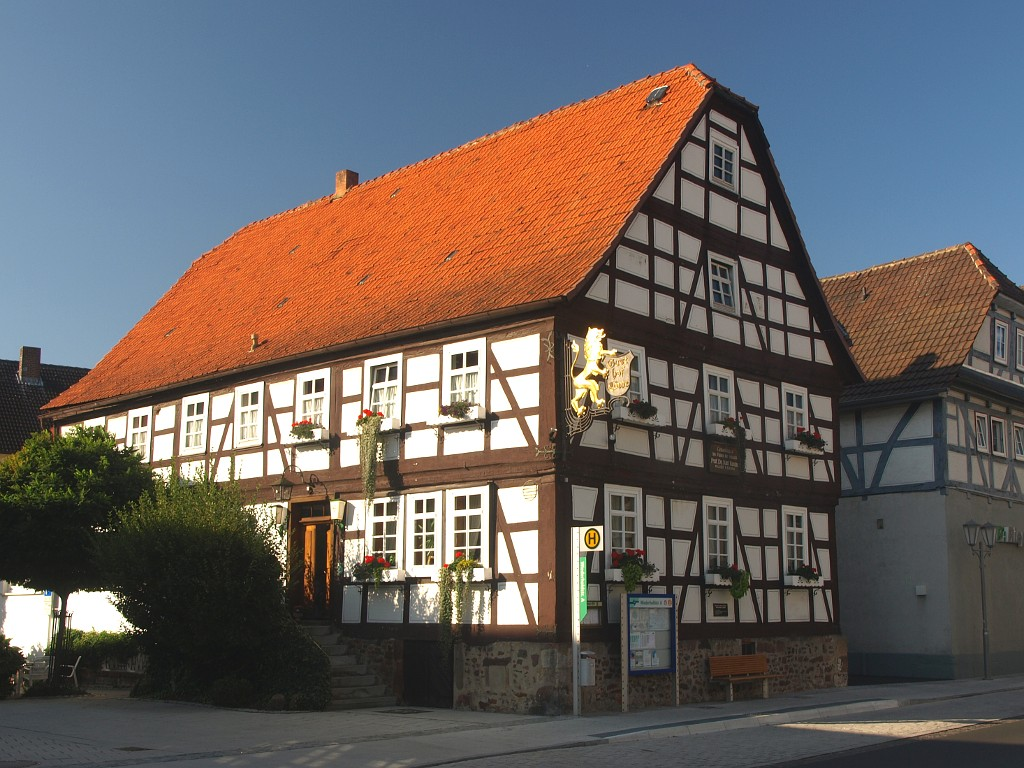
"Gasthaus Löwe" (antes de 1938 posada "Zum goldenen Stern") en Weichaus, el lugar de nacimiento de Carl Bantzer

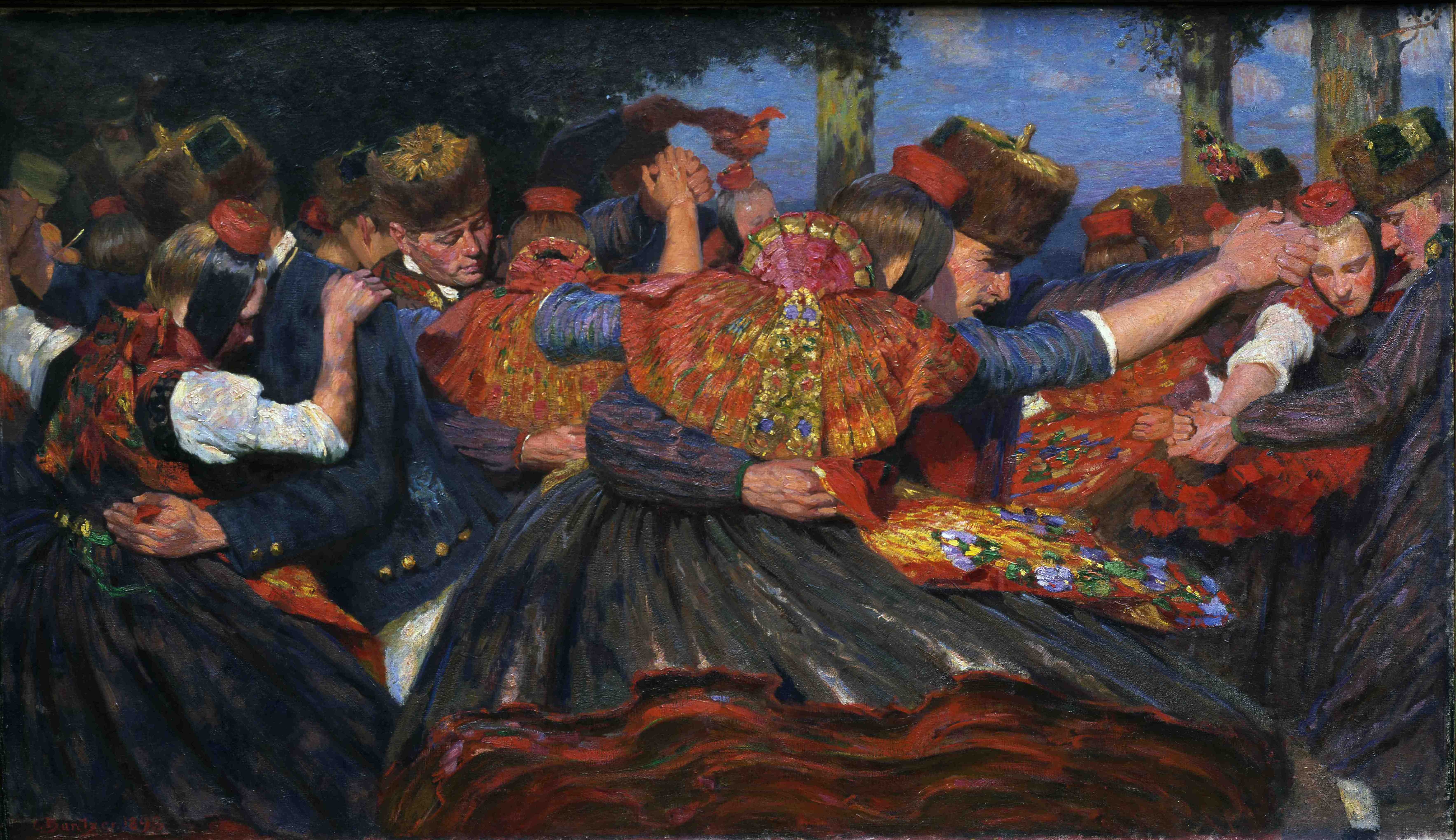
Carl Bantzer Schwälmer Tanz 1897 1898

Carl Ludwig Noah Bantzer (Ziegenhain, 6 de agosto de 1857-Marburgo, 19 de diciembre de 1941) fue un pintor, profesor universitario y escritor de arte que estuvo fuertemente influido por el impresionismo. Fue miembro de la colonia de pintores de Willingshausen en Willingshausen (Schwalm).

## Vida
Carl Bantzer nació en el suburbio de Weichaus, que forma parte de Hessian Ziegenhain, hijo de Heinrich Bantzer (1809-1863), el veterinario del distrito de Ziegenhain, y su esposa. Incluso cuando era niño, tuvo sus primeras impresiones de los granjeros de Schwalm, que lo inspiraron durante toda su vida. En 1863, tras la muerte de su padre, su madre se trasladó a Marburg con sus cuatro hijos. Carl Bantzer asistió allí al Gymnasium Philippinum.
Vivió en Marburg y estudió después en la Academia de Berlín. En 1884 y 1885 regresó a Niederwalgern durante varias semanas y trabajó junto con el pintor de Dresde Wilhelm Claudius. Luego se mudó a Treysa y iba a Ascherode a pintar todos los días. Dibujó estudios de los trajes de Schwalm en estilo impresionista y pintó los retratos del alcalde Kehl y el granjero Schneider en ropa de trabajo.
Su primera esposa, Claire, murió en 1887 al dar a luz a su hijo Arnold. Carl Bantzer se convirtió por entonces en miembro de la colonia de artistas de Goppeln. Allí trabajó en la imagen de los peregrinos en la tumba de Santa Isabel. En 1887 regresó a Willingshausen en Schwalm. Conoció allí a los artistas Hermann Kätelhön, Adolf Lins y Emil Zimmermann en el lugar de encuentro de pintores Gasthaus Haase. En los años siguientes volvió a Schwalm para varias estancias de verano. En el invierno de 1889/1890 asistió a una misa católica  en Willingshausen, que le causó una impresión duradera y lo estimuló artísticamente.

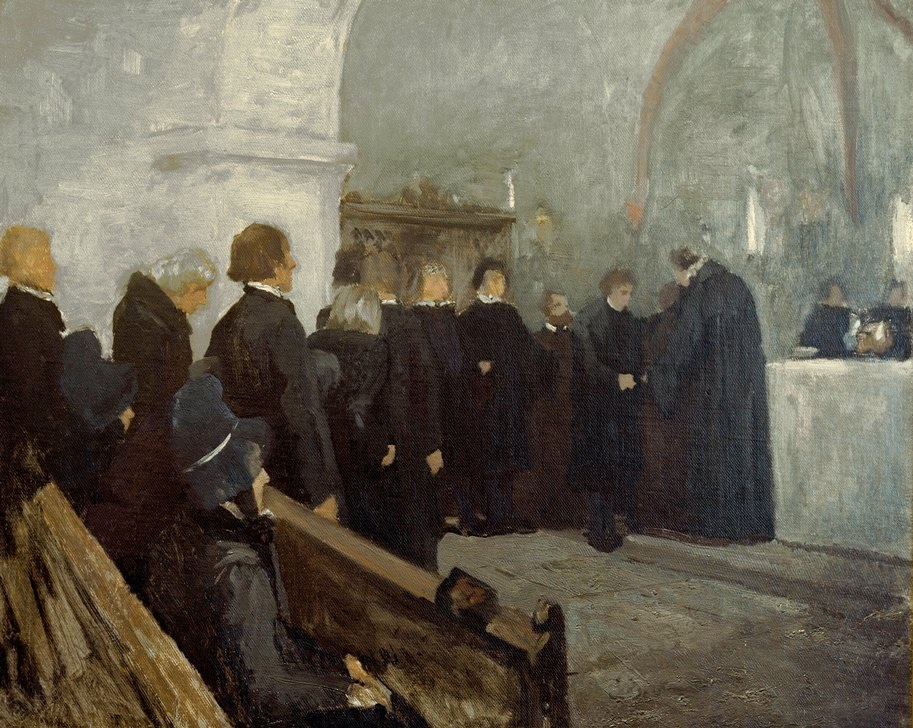
Estudio para la Eucaristía en una iglesia de pueblo de Hesse

De enero a marzo de 1890 permaneció en París para realizar estudios, lo que tuvo un gran efecto en su obra posterior. Estudió el estilo pictórico de los impresionistas. Durante este tiempo, Bantzer hizo un estudio de la Eucaristía en la iglesia de Merzhausen .
En 1891 volvió a vivir en Dresde, solo para regresar a Willingshausen en 1892. En 1892, la imagen de la Eucaristía de Hesse se exhibió en Múnich, Berlín, Viena, Dresde, Leipzig, Hamburgo, Breslau y Frankfurt am Main. En 1893, Carl Bantzer emprendió un viaje de estudios con el pintor Wilhelm Georg Ritter a Heiligenstadt, vía Hanstein a Allendorf an der Werra, Friedewald, Bad Hersfeld y Schlitz, combinado con una estancia más prolongada en Aufenau an der Kinzig y en el pueblo alfarero de Wittgenborn en el Vogelsberg. Pero regresó a Willingshausen porque no pudo encontrar ningún modelo adecuado para su trabajo.

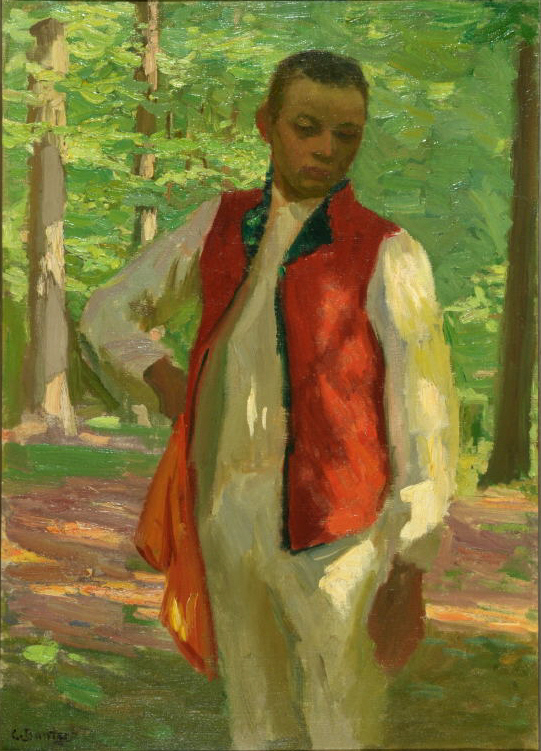
Carl Bantzer Portrait eines Jungen in hessischer Tracht

En 1896 hizo desmontar la iglesia de madera en Forsthof en Willingshausen y reconstruirla junto a la posada Haase para utilizarla como estudio junto a su taller. En 1896 fue nombrado profesor de la Real Academia de Arte de Dresde. También en 1896 recibió una pequeña medalla de oro en la Exposición Internacional de Arte de Berlín. De 1896 a 1897 pintó el cuadro Baile de la juventud de Schwalm, que expuso por primera vez en Múnich en 1898.
En 1899, él y Helene Francis Darbishire (1874-1953) se casaron. De este matrimonio nacieron cinco hijos, entre ellos la hija Marigard Bantzer, ilustradora de libros infantiles y el pintor Carl Francis Bantzer, padre del actor Christoph y del músico Claus Bantzer. En 1903 recibió una gran medalla de oro en la Gran Exposición de Arte de Berlín. En 1903–04 trabajó en La Boda. Bantzer fue miembro de la Deutscher Künstlerbund, fundada en 1903. En su primera exposición anual conjunta con la Secesión de Múnich en 1904 en el edificio de exposiciones de arte en Königsplatz participó con la pintura al óleo Der Abend. Creó retratos de granjeros y campesinas de Schwalm y en 1907 el cuadro The Harvester, algunos paisajes primaverales en el prado de Neustadt y en 1908 The Farmer's Bride.
En 1909, su alumno Kurt Schwitters fue a Willingshausen con su maestro para realizar estudios impresionistas. De 1910 a 1916 creó varios cuadros. La Comida de Vísperas fue pintada en 1916, después de lo cual volvió a trabajar en pinturas de paisajes en Willingshausen.
En 1918 Bantzer fue nombrado miembro de la academia de arte de Kassel, donde permaneció como director hasta 1923. De 1932 a 1936 pintó varios paisajes del Frauenberg de Marburg. Al cuadro Alte Buchen am Waldrand le siguió en 1934, Tres poderosas hayas en Willingshausen en 1937, y en el mismo año recibió la Medalla Goethe de las Artes y las Ciencias. De 1935 a 1938 trabajó en Jinete del bosque, Granjero  de Gimpel y Retrato de una anciana pastora y en ese año Carl Bantzer fue incluido en la lista de candidatos para el Premio Nacional Alemán de Arte y Ciencia.
Se quedó en Willingshausen por última vez en 1941, y pintó sus últimos cuadros, las Obras hidráulicas de Willingshausen y el Paisaje forestal. Carl Bantzer murió en Marburgo a la edad de 84 años.
Una escuela en Schwalmstadt- Ziegenhain y nombres de calles en Kassel, Marburg, Giessen, Goppeln y Schwalmstadt recuerdan la obra de Carl Bantzer. En 2015, la escuela Carl Bantzer en Schwalmstadt-Ziegenhain erigió una estatua de su homónimo en el patio de la escuela. La interpretación de tamaño natural fue creada por Ewald Rumpf por sugerencia de la asociación de desarrollo escolar.
En 2005, el autor y médico Henning Schäfer publicó la novela Schwälmer Tanz. La historia del crimen trata de dos estudios preliminares de la imagen de Carl Bantzer Schwälmer Jugend beim Tanz.

## Alumnos (selección)
- Johann Brockhoff
- Ernst Burmester
- Heinrich Dersch
- Conrad Felixmüller
- Josef Hegenbarth
- Werner Heuser
- Karl Leyhausen
- Walter Lilie
- Walther Löbering
- Paul Plontke
- Kurt Schwitters
- Karli Sohn-Rethel
- Paul Storm

## Obras (selección)
- Eucaristía en la iglesia de un pueblo de Hesse. 1892
- Willingshausen. 1898, óleo sobre lienzo, 150 × 73,5 cm (colección particular)
- La noche. hacia 1903, óleo sobre lienzo
- Agricultores de Schwalm. 1931

## Obras en museos (selección)
- Nueva Galería (Kassel)
- Museo de Schwalm Ziegenhain
- Museo Estatal de Hesse en Darmstadt
- Museo Universitario de Cultura e Historia del Arte en Marburg
- Galería Nacional de Berlín
- Museo Lindenau en Altenburgo
- Colecciones de arte del estado de Dresde
- Museo en Giessen